# La Bonne Épouse (Goldoni)
Pour les articles homonymes, voir La Bonne Épouse.
La Bonne Épouse (en italien : La buona moglie, en dialecte vénitien : La bona muger) est une comédie vénitienne en prose en trois actes écrite par Carlo Goldoni en 1749 et représentée pour la première fois cette année-là au Teatro San Samuele de Venise, où elle connut un grand succès.
La pièce est la suite de la comédie L'Honnête Fille (La putta onorata) de 1748 et illustre les faiblesses d'une aristocratie pompeuse, mais aujourd'hui désargentée et totalement corrompue. De la classe aristocratique, cependant, se distingue la protagoniste Bettina, une femme active d'extraction roturière.

## Trame
Bettina est une mère de famille, profondément désespérée depuis que son mari, le naïf Pasqualino, l'a laissée seule à la maison sans nouvelles. Les efforts et l'aide de sa sœur Catte et de son beau-père Pantalone semblent vains, essayant d'intervenir du mieux qu'il peut pour retrouver son époux. Celui a été convaincu par son ami Lelio, de resté loin de sa femme pour vivre la belle vie. D'abord heureux de cette existence de luxe, il est ensuite attiré dans la maison du marquis et de la marquise qui vont le réduire à la misère, lui volant beaucoup d'argent en trichant aux cartes ou en lui obtenant des prêts très importants.
Plus tard, alors que Pantalone est sur les traces de son fils, il finit par le retrouve dans une taverne alors qu'il s'abandonne à la débauche. Il parvient presque à remettre son fils sur le droit chemin mais au dernier moment, Lelio intervient et le convainc par sa malice d'envoyer son père en enfer afin de préférer à nouveau une vie amusante et sans responsabilité.
De son côté, Catte va dire à sa sœur que Pasqualino aurait désormais dilapidé tous ses biens et que la marquise serait sa maîtresse. Aux yeux de Catte, il suffirait alors que Bettina couche avec le marquis, son ancien prétendant, pour se venger à la fois de Pasqualino et de la marquise. Bettina croit aux exagérations de sa sœur mais refuse catégoriquement ce type de solution.
Après que Catte ait tenté de nouer une relation avec le marquis, la situation s'aggrave lorsque ce dernier est arrêté en raison de dettes impayées, tandis que Lelio est tué dans une bagarre, à la suite de laquelle Pasqualino commence lentement à ouvrir les yeux. Désespérée et totalement démunie à la suite de l'arrestation de son mari, la marquise vient demander l'aide de Bettina, qui accepte généreusement de l'héberger chez elle malgré l'opposition de Catte et les torts subis par la marquise elle-même. Néanmoins, le retour à la maison de Pasqualino introduit une fin heureuse car sans le sou, il demande pardon à son père et l'indulgente de Bettina, qui se réjouit du retour de son mari à la maison et de la restauration désormais inattendue de la vie familiale.

## Personnages
- Bettina, la femme de Pasqualino
- Pasqualino, citoyen
- Pantalone de Bisognosi, marchand et père avéré de Pasqualino
- Ottavio, marquis de Ripaverde
- Marquise Béatrice, sa femme
- Lelio, fils avéré de Messer Menego Cainello
- Catte, la soeur de Bettina
- Arlequin, son mari
- Brighella, servante du marquis
- Momola, la servante de Bettina
- Messer Menego Cainello, gondolier
- Nane et Tita, gondoliers
- Sbrodegona, femme
- Malacarne, femme
- Un serveur, un caviste et des flics

## Poétique
La comédie s'inscrit pleinement dans le sillage de la réforme théâtrale de Goldoni, avec des dialogues étudiés et une utilisation très parcimonieuse des masques. Goldoni alterne constamment entre le vénitien, représenté dans toutes les classes, et l'italien. La buona moglie se distingue de nombreuses autres comédies de Goldoni par le ton de fond à prédominance mélancolique et dramatique.